# Dragunov SVU
O OTs-03 SVU (em russo:  Снайперская винтовка укороченная, Snájperskaja Vintóvka Ukoróčennaja, Fuzil de Precisão Encurtado) é um fuzil de atirador designado bullpup russo. O SVU foi desenvolvido para atender às necessidades das forças de segurança do Ministério do Interior da Rússia, como a OMON. O SVU foi visto pela primeira vez em uso na Primeira Guerra da Chechênia. Originalmente, o plano era apenas modernizar ligeiramente o antigo SVD, mas os projetistas acabaram percebendo que a configuração da arma teria que ser completamente alterada, levando à criação do SVU.
Um freio de boca especial foi adicionado que pode absorver até 40% da energia de recuo e uma coronha elástica com mola lamelar foi fixada de forma não rígida à caixa-da-culatra. A acústica do fuzil também foi melhorada com a adição de um silenciador. As outras principais melhorias feitas no SVU em relação ao SVD incluem a substituição da coronha, cabo, gatilho e montagem da mira; e encurtar o cano em 100 mm alcançou o equilíbrio perfeito para a arma.
Por volta de 1991, os russos desenvolveram uma ligeira variante do OTs-03, o OTs-03A (SVU-A). Enquanto o SVU é semiautomático, o SVU-A (o A significa automático) é um fuzil automático. Neste fuzil, o centro de gravidade foi movido para frente pela adição de um bipé estendido para a frente montado na caixa-da-culatra. O desenvolvimento de carregadores de 20 e 30 munições aumentou a capacidade do carregador para que pudesse ser usado com eficiência no modo totalmente automático; e uma mira ótica melhor foi incorporada ao SVU-A para substituir as unidades anteriores, que permaneceram quase intocadas desde o SVD.
Embora tenha miras de ferro (alça e massa de mira) dobráveis, a SVU é quase sempre usada com a mira PSO-1 com retículo iluminado, mas outras miras russas também podem ser montadas. O retículo PSO-1 é um tanto único no mundo das miras telescópicas de franco-atiradores, pois seus telêmetros estão no canto inferior esquerdo, chevrons para compensação de queda de bala são encontrados no meio e marcas de estádia para vento à esquerda e à direita do retículo central . O retículo também é iluminado por trítio radioativo em vez de uma pequena lâmpada alimentada por bateria. O SVU também vem com um bipé ajustável. Tem um quebra-chamas integrado e freio de boca. Uma baioneta pode ser instalada sob o guarda-mão.

## Variantes
O OTs-03A (SVU-A) (em russo:  Снайперская винтовка укороченная, автоматическая, Snayperskaya Vintovka Ukorochennaya—Avtomaticheskaya, Fuzil de Precisão Encurtado - Automático) é uma versão de fogo seletivo do SVU, capaz de fogo semiautomático e automático.

## Operadores
- Rússia: Usado pelo Ministério do Interior da Rússia.[1]
- Iêmen: Alguns importados antes da queda do governo de Saleh.